# Arma segreta (film)
Arma segreta (Secret Weapon) è un film per la televisione del 1990 diretto da Ian Sharp.
È un film drammatico statunitense e australiano con Griffin Dunne, Karen Allen e Jeroen Krabbé. È basato sulla vera storia di Mordechai Vanunu, un tecnico nucleare israeliano che abbandonò il suo paese perché era contro i progetti del suo governo sugli armamenti nucleari.

## Produzione
Il film, diretto da Ian Sharp su una sceneggiatura di Nick Evans, fu prodotto dallo stesso Evans per la Griffin-Elysian Films.

## Distribuzione
Il film fu trasmesso negli Stati Uniti il 19 marzo 1990 con il titolo Secret Weapon.
Alcune delle uscite internazionali sono state:
- in Brasile (A Arma Secreta)
- in Germania Ovest (Sexpionage)
- in Italia (Arma segreta)[5]